# 慕本王

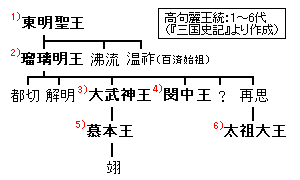
高句麗第一至六代君主世系圖

慕本王（韓語：모본왕，？—53年），姓高（韓語：고）名解憂（韓語：해우），又名愛婁（애루），是高句麗的第5代君主，是前兩任君主大武神王高無恤的嫡子、前任君主閔中王的侄兒。他於公元32年十二月（？）被冊立為高句麗的太子，44年十一月（？）大武神王駕崩時，由於年紀尚幼，所以並未有繼位，其叔叔閔中王繼任高句麗君主。至48年，閔中王駕崩，解憂繼任王位。

## 治世
49年2月，派遣將軍襲撃東漢的北平、漁陽、上谷、太原等四個郡。遼東太守蔡彤以恩義及信義向慕本王對質，並透過和親使兩國的關係得以回復。根據《後漢書·蔡彤傳》的記載，為共同對付匈奴這個敵人，後漢對鮮卑及高句麗採取懷柔政策，以賞賜拉攏二部向後漢朝貢。
根據朝鮮史書《三國史記》記載：慕本王為人兇殘，不單沒有容人之量，對批評他的人加以殺害。

## 諡号及埋葬地
53年11月，被为侍从杜鲁刺杀死亡。由於他被葬在慕本原，所以亦以「慕本」來作諡號。

## 參看
- 百濟
  - 多婁王 (다루왕，29年-77年)
- 新羅
  - 儒理尼師今 (유리 이사금，24年-57年)

## 備註
1. ↑  《三國遺事》的記載有異：指慕本王是閔中王的兄長。

## 外部連結
| 前任： 閔中王 | 高句丽君主 48年-53年 | 繼任： 太祖王 |